# Pont Marii Skłodowskiej-Curie
Le pont Marii Skłodowskiej-Curie (français : pont Marie-Skłodowska-Curie) est un pont de Pologne situé à Varsovie, inauguré le 24 mars 2012. Il permet le franchissement de la Vistule.

## Localisation
Sur ce site, la largeur de la rivière est d'environ 650m. C'est le 2e pont de Varsovie, avec le pont Świętokrzyski (français : pont Sainte-Croix). Il permet de relier l'arrondissement de Bielany à celui de Białołęka.

## Renommage
À l'origine, ce pont devait être appelé pont Jean-Paul II. Cependant, le 1er décembre 2011, le conseil municipal de Varsovie adopte le nom de Marie Skłodowska-Curie pour rappeler les origines polonaises de la physicienne et chimiste, naturalisée française, prix Nobel de physique 1903 et prix Nobel de chimie 1911. Cette décision est adoptée par 42 voix favorables, 5 contre et 10 abstentions.